# Звонецьке
Звоне́цьке — село в Україні, у Солонянській селищній громаді Дніпровського району Дніпропетровської області. Населення станом на 2021 рік — 295 осіб.

## Географія
Село Звонецьке знаходиться на правому березі річки Дніпро, вище за течією на відстані 3 км розташоване село Майорка, нижче за течією на відстані 0,5 км розташоване село Олексіївка. Вище села за течією Дніпра був Дзвонецький поріг. Навпроти Звонецького острів Великий Мохортет. На південно-східній околиці села Балка Тягинка впадає у річку Дніпро.

## Історія
«Урочище Звонецьке»  з давніх-давен притягало до себе людину. Воно славилось силою риби, птиці, бобрів, бджоли, хутрового звіра. Уже 1530 року за те урочище сперечались канівські міщани зі своїм старостою Пеньком, який «поріг ті звічний міщанський, на ім'я Звонець, на Дніпрі, на себе забирав і половину майна померлого або потрапившого в полон козака на себе відбирав».
З приводу такої скарги канівських міщан київський воєвода Немирович зробив таку постанову: «Звонецького порога старості Пеньку зовсім не торкатися, а з майна козака, якщо він, не маючи ні дружини, ні дітей, помре або попадеться татарам, одну половину віддавати на поминання душі тому, кому він сам заповідає».
Запорозьке козацтве ще при отамані Дашковичеві старанно клопоталися про будівництво фортець по Дніпру, щоб заважати татарам переправлятися на правий бік Дніпра. Десь у 1545 році козаки знайшли Звонецький поріг, зайняли його і, зробили у ньому займище. Часто відвідував це урочище Богдан Хмельницький із Старих Кайдак і заповідав запорожцям пильнувати його, як зіницю ока.
У 1780 році ця місцевість дісталася в рангову дачу полковнику Турчанінову, а близько 1794 року вся вона перейшла у власність правителя Катеринославського намісництва Йосипа Івановича Хорвата
Служба Хорвата закінчилася слідством і судовим процесом (фінансові зловживання, махінації з так званими «хлібними» магазинами). Слідство над ним почалося у 1797 р., а в березні 1798 р. відбувся судовий розгляд в Сенаті. Було повелено повернути в казну села Звонецьке і Краснопілля.
Десь у 1850-х роках у Звонецькому побував етнограф О. С. Афанас'єв Чужбинський. Він побачив, що мешканці Звонецького здебільшого хлібопашці, лише декотрі ловлять рибу для власних потреб. Також він познайомився з літнім чоловіком, який пам'ятав перших поселенців і подорож імператриці Катерини.
На 1859 рік Звонецьке було державним селом. Тут було 129 дворів, 1 православна церква й мешкало 815 осіб.
Станом на 1886 рік у селі Волоської волості Катеринославського повіту Катеринославської губернії мешкало 1106 осіб, налічувалось 173 дворових господарства, існували православна церква й 2 лавки.
За переписом 1897 року кількість мешканців зросла до 1098 осіб (574 чоловічої статі та 524 — жіночої), з яких 1111 — православної віри.
Орган місцевого самоврядування — Микільська сільська рада. Населення — 366 мешканців.

### Церква
1737 року начальник січових церков ієромонах Павло Маркевич спорудив капличку з похідним, рухомим антимінсом для запорожців, які жили на Дзвонецькому урочищі, і почав правити службу Божу.
1798 року в селі Дзвонецькому збудовано дерев'яну церкву, але в ній довго не правили служби. Церква, що простояла до комуністичної боротьби з релігією теж була дерев'яною, збудованою 1837 року.
У 1917 році священником у селі був Іван Кавун.
Наразі в селі розташований Храм Святого пророка Іллі.

## Населення

### Мова
Розподіл населення за рідною мовою за даними перепису 2001 року:
| Мова       | Відсоток |
| ---------- | -------- |
| українська | 89,1 %   |
| російська  | 10,9 %   |

## Відомі люди
З села Звонецького родом Різуни, дід Василь та батько Богдан (1921 р.н.) Віктора Суворова (Володимира Богдановича Різуна), радянського розвідника-утікача, капітана Головного розвідувального управління Генерального штабу Збройних сил Радянського Союзу; історика, дослідника та письменника в жанрі історико-документального та художньо-історичного роману